# Тек смо почели
„Тек смо почели“ је албум Мирослава Илића из  2001. године. На њему се налазе следеће песме:
1. Причај ти шта хоћеш
2. Гори ватра
3. Београде
4. Јана
5. Љутица
6. Одох ја до Панчева
7. Зашто спаваш сама
8. Вук и јагње
9. Луд сам био млад
10. Зоро, цвете мој